# Lijst van brutoformules C25
Dit lemma is een onderdeel van de lijst van brutoformules met 25 koolstofatomen.

## C25H20
| Brutoformule                     | Naam                                          |
| -------------------------------- | --------------------------------------------- |
| {\displaystyle {\ce {C25H20}}}   | Tetrafenylmethaan                             |
| {\displaystyle {\ce {C25H20O2}}} | Bisfenol BP Difenyl-bis(4hydrofyfenyl)methaan |

## C25H22
| Brutoformule                        | Naam                       |
| ----------------------------------- | -------------------------- |
| {\displaystyle {\ce {C25H22ClNO3}}} | Esfenvaleraat              |
| {\displaystyle {\ce {C25H22ClNO3}}} | Fenvaleraat                |
| {\displaystyle {\ce {C25H22P2}}}    | Bis(difenylfosfano)methaan |

## C25H24
| Brutoformule                       | Naam           |
| ---------------------------------- | -------------- |
| {\displaystyle {\ce {C25H24F6N4}}} | Hydramethylnon |
| {\displaystyle {\ce {C25H24O13}}}  | Oxovitisine A  |

## C25H25
| Brutoformule                       | Naam     |
| ---------------------------------- | -------- |
| {\displaystyle {\ce {C25H25N5O4}}} | Apixaban |

## C25H26
| Brutoformule                       | Naam         |
| ---------------------------------- | ------------ |
| {\displaystyle {\ce {C25H26N8O2}}} | Linagliptine |

## C25H28
| Brutoformule                      | Naam       |
| --------------------------------- | ---------- |
| {\displaystyle {\ce {C25H28N6O}}} | Irbesartan |
| {\displaystyle {\ce {C25H28O3}}}  | Etofenprox |

## C25H29
| Brutoformule                        | Naam      |
| ----------------------------------- | --------- |
| {\displaystyle {\ce {C25H29I2NO3}}} | Amiodaron |

## C25H30
| Brutoformule                       | Naam |
| ---------------------------------- | --- |
| {\displaystyle {\ce {C25H30}}}     | Pentamantaan Pentamantaan-isomeer, als diamantoïde                                                                            |
| {\displaystyle {\ce {C25H30ClN3}}} | Kristalviolet ~ Ook wel: Methyl violet 10B                                                                                    |
| {\displaystyle {\ce {C25H30N2O4}}} | Tetraglycidyl-4,4'-diaminodifenylmethaan (TGDDM)                                                                              |
| {\displaystyle {\ce {C25H30N2O5}}} | Quinapril |
| {\displaystyle {\ce {C25H30O4}}}   | Bixine ~ IUPAC: monomethylester van 4,8,13,17-tetramethyleicosa-2,4,6,8,10,12,14,16,18-nonaeendizuur ~ bestanddeel van Anatto |

## C25H32
| Brutoformule                        | Naam       |
| ----------------------------------- | ---------- |
| {\displaystyle {\ce {C25H32ClFO5}}} | Clobetasol |

## C25H33
| Brutoformule                         | Naam       |
| ------------------------------------ | ---------- |
| {\displaystyle {\ce {C25H33F3N3O4}}} | Silodosine |

## C25H34
| Brutoformule                       | Naam       |
| ---------------------------------- | ---------- |
| {\displaystyle {\ce {C25H34F2O5}}} | Tafluprost |
| {\displaystyle {\ce {C25H34O6}}}   | Budesonide |

## C25H35
| Brutoformule                      | Naam       |
| --------------------------------- | ---------- |
| {\displaystyle {\ce {C25H35NO9}}} | Ryanodine  |
| {\displaystyle {\ce {C25H35NO5}}} | Mebeverine |

## C25H37
| Brutoformule                      | Naam       |
| --------------------------------- | ---------- |
| {\displaystyle {\ce {C25H37NO4}}} | Salmeterol |

## C25H38
| Brutoformule                     | Naam         |
| -------------------------------- | ------------ |
| {\displaystyle {\ce {C25H38O5}}} | Simvastatine |

## C25H45
| Brutoformule                        | Naam        |
| ----------------------------------- | ----------- |
| {\displaystyle {\ce {C25H45N5O13}}} | Glatirameer |

## C25H46
| Brutoformule                      | Naam                                                                 |
| --------------------------------- | -------------------------------------------------------------------- |
| {\displaystyle {\ce {C25H46ClN}}} | benzyl-dimethyl-hexadecylammoniumchloride ~ als benzalkoniumchloride |

## C25H52
| Brutoformule                   | Naam        |
| ------------------------------ | ----------- |
| {\displaystyle {\ce {C25H52}}} | Pentacosaan |